# 王音棋
王音棋（1991年5月1日—），中国中央電視台节目主持人，目前担任《新闻联播》及《朝闻天下》节目的主播，也曾担任配音演员。

## 經歷
王音棋是江苏兴化人，高中就读于江苏省兴化中学，曾获江苏省第八届高中生现场作文大赛特等奖、兴化中学生辩论赛冠军。2009年，原打算报读服装设计专业，在高中班主任的建议下报考了艺术类院校，最终被中国传媒大学播音主持艺术学院录取。大学时期已担任校电视台的新闻主播，2010年暑期，担任湖南卫视《湖南新闻联播》实习记者。2011年，在云南卫视与中国传媒大学播音主持艺术学院合作创办的《主播新鲜看》担任主播。2012年1月，担任江苏公共频道节目《有一说一》实习记者。
2012年4月，加入中央电视台与中国传媒大学播音主持艺术学院共建的实践项目，承担六个月的新闻配音任务。2013年1月19日，经考核获出镜资格，以实习主播的身份首度主持央视新闻频道凌晨三点、四点时段的《新闻直播间》，被网友称为央视“最美实习女主播”。2014年，开始担任央视新闻频道新闻资讯栏目《24小时》主播。2015年，担任央视早间新闻节目《朝闻天下》主播，并主持央视综艺频道文化栏目《文化十分》。
2023年10月5日，首次主持《新闻联播》，并成为该节目首位“90后”主播。

## 争议事件
- 2015年5月，有网友发现她在主持节目期间戴上苹果手表，随后此事被中国国内媒体报道，央视对此回应称其不禁止主播配戴饰品。[7][8]